# Sente
Il Sente nasce presso Castiglione Messer Marino in località "Colle dei Soldati" a 1167 m s.l.m. e sfocia nel fiume Trigno come suo affluente di sinistra dopo il Verrino.
Rappresenta il confine naturale tra Abruzzo e Molise segnando la separazione tra i comuni di Poggio Sannita (IS) e Schiavi di Abruzzo (CH).Oggi è in secca.